# یامائوکا تتسوهیده
یامائوکا تتسوهیده، (به ژاپنی: 山岡鉄秀 やまおか てつひで)، متولد ۱۹۶۵ میلادی، روزنامه‌نگار، نویسنده و پژوهشگر ژاپنی در مؤسسه اخلاق ja:モラロジー道徳教育財団 است.

## تاریخچه
پس از فارغ‌التحصیلی از دانشگاه چوئو، او در یک شرکت نفتی آمریکایی استخدام شد و سپس آنجا را ترک کرد و به استرالیا نقل مکان کرد، جایی که تحصیلات تکمیلی خود را در دانشگاه سیدنی و دانشگاه نیو ساوت ولز به پایان رساند.
در آوریل ۲۰۱۴، او به همراه داوطلبان ژاپنی در استرالیا، عمدتاً در سیدنی، یک کمپین مخالفت با طرح گروه‌های ضد ژاپنی چینی و کره‌ای برای نصب مجسمه زنان آسایشگر در زمین‌های عمومی در شهر استراتفیلد استرالیا راه‌اندازی کرد و در اوت ۲۰۱۵ موفق شد این طرح را خنثی کند.
پس از فارغ‌التحصیلی از تحصیلات تکمیلی، او در یک شرکت جهانی در این کشور مشغول به کار شد. در آوریل ۲۰۱۴، او از نقشه یک گروه ضد ژاپنی چینی-کره‌ای برای نصب مجسمه زنان آسایشگر در زمین‌های عمومی مقابل ایستگاهی در استراتفیلد، حومه سیدنی، مطلع شد و در پاسخ به پیام کمک از یک مادر ژاپنی محلی، عملیاتی را برای متوقف کردن این طرح آغاز کرد. در نتیجه تشکیل شبکه‌ای از ژاپنی‌ها و استرالیایی‌های محلی و انجام فعالیت‌های چندجانبه، آنها موفق شدند این پیشنهاد را در اوت ۲۰۱۵ به‌طور کامل توسط شورای شهر رد کنند.

## آثار
- ژاپن، دست از عذرخواهی بردار!: مسائل تاریخی بدون تعمق در واقعیت‌ها قابل حل نیستند آسوکا شینشا ۲۰۱۷
- ژاپن، چگونه باید در جنگ اطلاعاتی بجنگیم؟ فوسشا ۲۰۱۸
- در برابر توطئه «زنان آسایشگر» بایستید! چه کسی از کودکان ژاپن محافظت خواهد کرد؟ می سی شا ۲۰۱۷
- شین ساکوکورون - پیشنهادهای فوری برای جلوگیری از ناپدید شدن ژاپن و تبدیل شدن به یک کشور واقعاً مستقل ۲۰۲۳ [۴]